# Río Seco (afluente del Ulla)
El río Seco es un afluente del Ulla que discurre por las provincias de Lugo y La Coruña (España).

## Curso
Nace al lado de la aldea de Penagundín (Mellid), al pie del monte de las Peneliñas, y sirve de frontera entre los ayuntamientos de Santiso (provincia de la Coruña) y Palas de Rey (provincia de Lugo).  
Está atravesado por la carretera N-547 a la altura de Leborerio, y cerca de Vacariza está la laguna de Quintas, una pequeña represa.